# Sandra Huldt
Sandra Elisabeth Huldt, född 25 december 1977 i Stockholm, är en svensk skådespelare.

## Biografi
Sandra Huldt studerade vid Kulturama och Teaterhögskolan i Malmö 2000–2004. Under studietiden gjorde hon sin praktik på Teater Bhopa och medverkade i föreställningen Motljus av Johan Bergström och i Bhopanight av och med ensemblen. Hon medverkade i Teaterhögskolans slutproduktioner Våren vaknar (regi Tobias Theorell) och Improvisation med Don Juan på slottet (regi Benedikt Erlingsson). 2005–2006 spelade hon i föreställningen Pinocchio på Malmö Stadsteater och 2007 i Helgonlegender på Dramaten. 2009 spelade hon i Spagetti - Det har du rätt i, Solen Gustav och Blodvemberfest på Dramaten. 2010 medverkade hon i föreställningen Heterofil och 2014 i Fåglar, båda på Stockholms Stadsteater. Hon har även varit verksam vid Teater Västernorrland och Teater Terrier i Malmö.
Utöver teatern har Huldt varit verksam på TV och film. Hon debuterade 2005 i Wallander – Innan frosten och medverkade samma år i Dödssyndaren. 2006 spelade hon i Sista dagen och Hemmafrun och kontrollanten. 2008 medverkade hon som Reneé i julkalendern Skägget i brevlådan och 2009 i TV-serien Blomstertid. 2011 spelade hon i kortfilmen The Behemoth och 2014 i långfilmen Tillbaka till Bromma.

## Filmografi
- 2005 – Wallander – Innan frosten
- 2005 – Dödssyndaren
- 2006 – Sista dagen
- 2006 – Hemmafrun och kontrollanten
- 2008 – Skägget i brevlådan (TV-serie) Julkalender
- 2009 – Blomstertid (TV-serie)
- 2011 – The Behemoth
- 2014 – Tillbaka till Bromma
- 2019 – Sommaren med släkten (TV-serie)
- 2021 – Alla utom vi (TV-serie)

## Teater

### Roller (ej komplett)
| År   | Roll        | Produktion                                           | Regi                  | Teater                   |
| ---- | ----------- | ---------------------------------------------------- | --------------------- | ------------------------ |
| 2006 |             | Karriär Torbjörn Flygt                               | Dennis Sandin         | Malmö Dramatiska Teater  |
| 2007 |             | Takeaway till Eden                                   |                       | Teater Terrier           |
| 2013 |             | Utbrott Gustav Tegby                                 | Rikard Lekander       | Profilteatern            |
| 2015 | Medverkande | People respect me now Paula Stenström Öhman          | Paula Stenström Öhman | Turteatern               |
| 2016 |             | Jag tror på dig Anita Paula Stenström Öhman          | Paula Stenström Öhman | Kulturhuset Stadsteatern |
| 2017 | Medverkande | People respect me now Paula Stenström Öhman          | Paula Stenström Öhman | Kilenscenen              |
| 2018 | Louise      | Åtta kvinnor (8 femmes) Robert Thomas                | Anna Novovic          | Kulturhuset Stadsteatern |
| 2020 |             | Irakisk Kristus (رواية المسيح العراقي) Hassan Blasim | Natalie Ringler       | Teater Galeasen          |
| 2022 | Medverkande | Månen och de andra planeterna Staffan Valdemar Holm  | Staffan Valdemar Holm | Kulturhuset Stadsteatern |
| 2022 | Elsa        | Bara Astrid Irena Kraus                              | Malin Stenberg        | Kulturhuset Stadsteatern |
| 2024 |             | Or-lan-do Ninna Tersman och Nora Nilsson             | Nora Nilsson          | Dramaten                 |

## Priser och utmärkelser
- 2016 – Medeapriset